# William Porter (organiste)
William Porter (né en 1946) est un organiste, claveciniste et improvisateur américain.

## Biographie
Porter étudie l'orgue à l'Oberlin College et à l'Université de Yale où il obtient le diplôme de DMA en 1980. Il enseigne le clavecin et l'orgue à Oberlin de 1974 à 1986 et enseigne l'orgue, l'histoire de la musique et la théorie musicale au New England Conservatory à Boston de 1985 à 2002. Il enseigne l'orgue, l'improvisation d'orgue et le clavecin à l'Eastman School of Music de 2001 à 2013 et de nouveau à partir de 2015. Il enseigne à l'Université McGill de 2004 à 2015.
Porter mentionne Francis Chapelet, Klaas Bolt (en) et Harald Vogel comme influenceurs.

## Discographie
William Porter enregistre pour le label Loft Recordings, basé à Seattle.

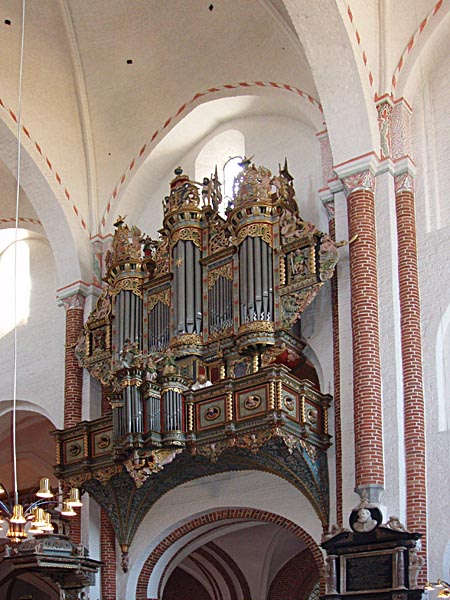
Orgue de la Cathédrale de Roskilde (1554), touché par William Porter pour l'enregistrement de l'œuvre de Nicolaus Bruhns.

- An Organ Portrait, à l'orgue John Brombaugh de l'église de Haga de Göteborg (mars 1993, Proprius) (OCLC 811245707) — Praetorius, Tunder, Scheidemannn, Buxtehude et Bruhns.
- Nicolaus Bruhns et Johann Nikolaus Hanff, L'Œuvre d'orgue – orgue de la Cathédrale de Roskilde (1554), Danemark (1998, Loft Recordings LRCD 1012) (OCLC 1124954407)
- Krebs : Clavier-Übung (2001), à l'orgue Pehr Schiörlin de Gammalkil
- Heinrich Scheidemann et Jacob Praetorius, Music Sweet & Serious – orgue baroque nord-allemand d'Örgryte Nya Kyrka (14-16 juillet 2003, Loft Recordings) (OCLC 1051602059)
- Orgue baroque italien Eastman – avec David Higgs et Hans Davidsson à l'orgue italien du XVIIIe siècle du Memorial Art Gallery de Rochester (25-26 août 2005, Loft Recordings) (OCLC 67786904) — Frescobaldi, Rossi, Zipoli, Pasquini et Scarlatti (Sonate K. 255).
- L'orgue Schiörlin 1785 : Tryserum, Suède (15-16 mars 2006, Loft Recordings) (OCLC 79572394) — Böhm, Bach et Walther.